# دستکش (فیلم)
«دستکش» (انگلیسی: Glove (film)) فیلمی در ژانر درام است که در سال ۲۰۱۱ منتشر شد.